# Championnats d'Europe de cross-country 2008
Navigation
Édition précédente Édition suivante
Les 15eChampionnats d'Europe de cross-country se sont déroulés à Bruxelles en Belgique le 14 décembre 2008.

## Résultats

### Cross long hommes

#### Individuel

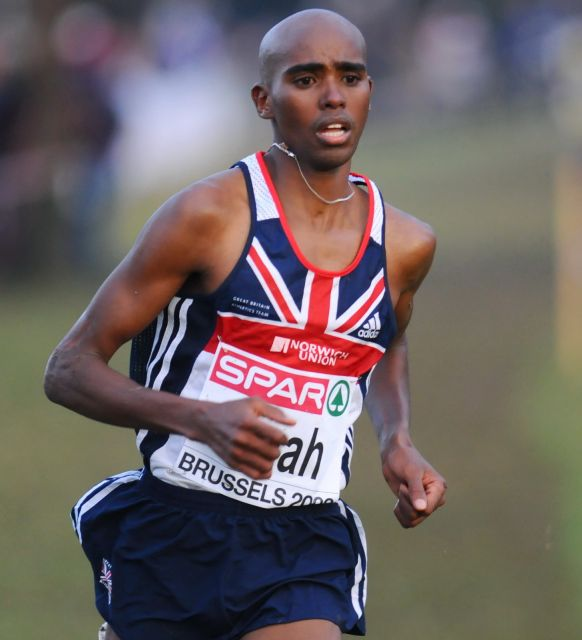
Le Britannique Mohamed Farah se classe deuxième de l'épreuve individuelle.

| Médaille | Athlète                   | Temps       |
| Or       | Serhiy Lebid Ukraine      | 30 min 49 s |
| Argent   | Mohamed Farah Royaume-Uni | 30 min 57 s |
| Bronze   | Mustafa Mohamed Suède     | 31 min 13 s |

#### Équipes
| Médaille | Athlètes                                                                                    | Points |
| Or       | Espagne Ayad Lamdassem (4e) Alemayehu Bezabeh (7e) Sergio Sánchez (13e) Javier Guerra (15e) | 39 pts |
| Argent   | France Bouabdellah Tahri (6e) Mokhtar Benhari (11e) Driss El Himer (14e) James Theuri (18e) | 49 pts |
| Bronze   | Royaume-Uni Mohammed Farah (2e) Frank Tickner (10e) Michael Skinner (20e) Lee Merrien (22e) | 54 pts |

### Cross Junior hommes

#### Individuel
| Médaille | Athlète                      | Temps     |
| Or       | Florian Carvalho France      | 18 min 42 |
| Argent   | Sondre Nordstad Moen Norvège | 18 min 47 |
| Bronze   | Hassan Chahdi France         | 18 min 49 |

#### Équipes
| Médaille | Athlètes    | Points |
| Or       | France      | 50 pts |
| Argent   | Norvège     | 51 pts |
| Bronze   | Royaume-Uni | 52 pts |

### Cross Hommes moins de 23 ans

#### Individuel
| Médaille | Athlète                 | Temps     |
| Or       | Andrea Lalli Italie     | 24 min 56 |
| Argent   | Andy Vernon Royaume-Uni | 25 min 04 |
| Bronze   | Selim Bayrak Turquie    | 25 min 17 |

#### Équipes
| Médaille | Athlètes    | Points |
| Or       | Royaume-Uni | 19 pts |
| Argent   | Italie      | 42 pts |
| Bronze   | France      | 62 pts |

### Cross long femmes

#### Individuel
| Médaille | Athlète                  | Temps     |
| Or       | Hilda Kibet Pays-Bas     | 27 min 45 |
| Argent   | Jessica Augusto Portugal | 27 min 54 |
| Bronze   | Ines Monteiro Portugal   | 28 min 02 |

#### Équipes
| Médaille | Athlètes                                                                | Points |
| Or       | Portugal Jessica Augusto Inês Monteiro Anália Rosa Ana Dulce Félix      | 29 pts |
| Argent   | Royaume-Uni Hatti Dean Louise Damen Laura Kenney Hayley Yelling         | 49 pts |
| Bronze   | France Sophie Duarte Christelle Daunay Christine Bardelle Maria Martins | 78 pts |

### Cross Junior femmes

#### Individuel
| Médaille | Athlète                      | Temps     |
| Or       | Stephanie Twell Royaume-Uni  | 13 min 28 |
| Argent   | Charlotte Purdue Royaume-Uni | 13 min 39 |
| Bronze   | Lauren Howarth Royaume-Uni   | 13 min 55 |

#### Équipes
| Médaille | Athlètes    | Points |
| Or       | Royaume-Uni | 10 pts |
| Argent   | Ukraine     | 58 pts |
| Bronze   | Russie      | 62 pts |

### Cross Femmes moins de 23 ans

#### Individuel
| Médaille | Athlète                    | Temps     |
| Or       | Susan Kuijken Pays-Bas     | 21 min 02 |
| Argent   | Sarah Tunstall Royaume-Uni | 21 min 10 |
| Bronze   | Yuliya Zarudneva Russie    | 21 min 24 |

#### Équipes
| Médaille | Athlètes    | Points |
| Or       | Royaume-Uni | 24 pts |
| Argent   | Russie      | 44 pts |
| Bronze   | Allemagne   | 57 pts |